# Доробанц
Доробанц (рум. Dorobanț) — село у повіті Ясси в Румунії. Входить до складу комуни Ароняну.
Село розташоване на відстані 330 км на північ від Бухареста, 7 км на північ від Ясс.

## Населення
За даними перепису населення 2002 року у селі проживали 1183 особи, усі — румуни. Усі жителі села рідною мовою назвали румунську.